# Festival d'Amougies
 (mai 2010).
Le festival d’Amougies, aussi appelé festival Actuel, est l’un des premiers grands festivals de musique pop européen dans la veine du festival de Woodstock. Il a été organisé par le label français BYG Actuel et parrainé par Actuel, le magazine phare de la culture underground appartenant à BYG.
Le festival s'est déroulé dans le village d'Amougies, en Belgique, du 24 au 28 octobre 1969, après que le festival fut forcé de changer plusieurs fois de lieu dans le climat politique tendu de l’après Mai 68. Les musiciens invités comprenaient notamment Pink Floyd, Ten Years After, Zoo, Archie Shepp, The Nice, Art Ensemble of Chicago, Yes, Gong, Ame Son, Soft Machine, Pierre Lattès ainsi que Frank Zappa étaient les maîtres de cérémonie du festival.

## Contexte

### Mouvement hippie
Le mouvement hippie est né aux États-Unis dans les années 1960, en particulier en réaction à la guerre contre le Viêt Nam. Il est marqué par de grands rassemblements musicaux : Monterey en 1967, l'île de Wight en 1968, 1969 et 1970, et le plus fameux, le Festival de Woodstock en 1969. Cette tendance s’est ensuite répandue en Europe continentale à la fin des années 1960. En France, les événements de mai 68 ont sans aucun doute eu une influence sur le mouvement.

### Organisation du festival
Un rassemblement comme celui d'Amougies n’était pas particulièrement bien vu par la population locale ou l’administration qui avaient sans doute des craintes quant à la réputation des jeunes hippies. C’est pourquoi les organisateurs Jean Georgakarakos, Serge Sloimovits et Jean Luc Young, eurent beaucoup de mal à obtenir les autorisations nécessaires à la mise en place du festival.
En effet, celui-ci était originellement prévu dans la région de Paris, aux Halles, puis à Vincennes et Saint-Cloud. Les autorités françaises (dont le ministre de l’Intérieur Raymond Marcellin), ayant le souvenir encore frais des événements de mai 68, expulsèrent le festival qui fut alors programmé à Courtrai. Il fut ensuite déplacé à nouveau pour atterrir in extremis à Amougies, petit village paisible du Hainaut. Les affiches indiquant la ville de Courtrai, de nombreux hippies débarquèrent dans cette ville proche avant de se rendre dans le village où avait effectivement lieu le festival.
Un tel événement demandait évidemment une grande organisation. Des réunions ont eu lieu entre les organisateurs, les autorités locales et les responsables de l’ordre pour le préparer.
Le bourgmestre de l’époque ayant insisté pour que les commerçants du village nourrissent la foule et pour que le personnel d’entretien soit également issu de la commune, les rentrées d’argent pour les habitants du village furent assez importantes. Les commerçants en particulier ont retiré de nombreux avantages de l’événement. Leurs magasins ont été littéralement dévalisés et leurs bénéfices se chiffrèrent en millions de francs belges. Ce furent surtout les magasins alimentaires qui profitèrent de ces rentrées d'argent importantes, par exemple la boulangerie qui tournait 24H/24 pendant la durée du festival.

### Les infrastructures
Le terrain sur lequel le chapiteau du festival fut dressé était en fait un champ appartenant à un fermier du village. Le chapiteau couvrait une superficie de 5 500 m2, avec un podium de plus ou moins 200 m2. En ce qui concerne le logement, le Bourgmestre de l’époque avait mis à disposition de certains festivaliers des locaux appartenant à la commune. Les autres séjournaient dans des hôtels, des chambres d’hôte dans la région, et souvent sous le chapiteau même, enfouis dans des sacs de couchage.

### Sécurité
La sécurité autour du festival a été orchestrée par une mobilisation de forces de police avec des renforts venus de Charleroi. Malgré quelques cas d’ivresse, ils n’ont pas dû réellement intervenir pour calmer la foule. Il faut dire que la mentalité hippie ne favorisait pas vraiment les grands débordements. Les services médicaux n’ont pas non plus été très sollicités. On nota bien sûr quelques cas de consommation de stupéfiants, mais là encore, ils ne furent pas de grande ampleur.
Malgré le calme global dans lequel s'est déroulé l'événement, le dimanche, il y eut un petit incident : certains hippies n’avaient pas les moyens de payer l’entrée et voulaient accéder tout de même au festival. Bien sûr, les organisateurs n’étaient pas du même avis. Les hippies ont alors manifesté leur mécontentement et il a fallu trouver un compromis : ceux qui ne pouvaient pas payer ne pourraient accéder au festival qu’une fois qu’il serait commencé.

## Programme
Une cinquantaine de formations et groupes montèrent sur scène durant le festival. Ceux-ci étaient essentiellement orientés pop et free jazz.
Le nombre de spectateurs ayant assisté aux concerts est évalué à 80 000 ; on en attendait 30 000 de moins.
Il est à noter que Frank Zappa joua avec plusieurs participants, parmi lesquels Sam Apple Pie, Blossom Toes, Caravan, Pink Floyd, Archie Shepp et Captain Beefheart.

### Vendredi 24
Le festival fut ouvert par le groupe Alan Jack Civilization qui ne réussit pas à contenter le public. De même pour des groupes comme Zoo, Indescriptible Chaos Rampant et Frogeaters. Cependant le festival eut son lot de consolation avec des excellences telles que Martin Circus, Ame Son, Cruciferius, We Free, Gong avec le tambour napoléonien Daniel Laloux, Burton Greene et surtout le groupe Ten Years After ainsi que la grosse découverte du festival: Colosseum. L'Art Ensemble of Chicago pasticha les rockers avec Joseph Jarman, entièrement nu, empoignant une guitare électrique de main de maître. Malgré cela le nombre de personnes attendues n’était pas au rendez-vous ce jour-là, ce qui laissait quelques craintes quant à la réussite du festival.

### Samedi 25
Le samedi fut plutôt consacré à la musique jazz et le groupe d’ouverture, les Blues Convention, dut s’éclipser à cause de l'accueil défavorable du public. Leur succédèrent Freedom, Sunny Murray, Alexis Korner (accompagné par une section de cuivres), Don Cherry en duo avec Ed Blackwell, le pianiste Joachim Kühn avec Jean-François Jenny-Clark et Jacques Thollot. Enfin, le groupe le plus attendu, Pink Floyd, monta sur scène. Frank Zappa se joignit à eux pour une improvisation de plus de 20 minutes sur Interstellar Overdrive.

### Dimanche 26
Beaucoup des gens des environs profitèrent du dimanche pour venir admirer le cirque des débraillés hippies. C'était en effet un spectacle peu courant dans un endroit aussi paisible. Ce jour-là se produisaient Blossom Toes, le Germ dirigé par Pierre Mariétan, ainsi que Caravan, The Nice et Archie Shepp qui firent un triomphe.

### Lundi 27
Lundi soir, trois jazzmen enflammèrent le festival : Arthur Jones, Ken Terroade et Clifford Thornton. Puis le groupe Yes offrit un contraste par rapport à cette musique jazz. Les groupes qui suivirent furent les Pretty Things qui réveillèrent un peu la foule des spectateurs allongés sur le sol, suivis par les 360° Music Experience, John Surman, Sonny Sharrock, Acting Trio.

### Mardi 28
Après un court passage des revenants de Zoo, le show put commencer avec un choc, le groupe East of Eden perçu comme un des favoris du festival. Des groupes intéressants les suivirent : les Sam Apple Pie, Soft Machine, Steve Lacy, Captain Beefheart, Musica Elettronica Viva et enfin Fat Mattress pour clore l’ensemble des festivités.

## Film
Un film tourné par Jérôme Laperrousaz et Jean-Noël Roy pendant le festival tint l'affiche une semaine à Paris mais fut interdit, en particulier à l'injonction de Pink Floyd. Le producteur du festival n'avait en effet pas acquis les autorisations nécessaires et n'avait pas toujours réglé les sommes qu'il devait aux divers musiciens. Le film est resté invisible depuis.

## «Revival» (1994, 2014)
Le Festival Actuel a donné à l’époque une certaine renommée au village d’Amougies et à la région. Son souvenir reste bien présent dans les mémoires de nombreuses personnes. Les retombées ont été positives dans l’ensemble, et les autorités de l’époque étaient même prêtes à recommencer un tel événement.
25 années plus tard, le 17 septembre 1994, un « revival » fut organisé : le « New Festival » d'Amougies. À l'affiche, Risky Blues, Jo Lemaire, Axelle Red, Alvin Lee, Khaled, Arno et Boy George. Ce dernier ayant annulé en dernière minute.  Malheureusement, il n’eut pas le succès escompté.
2014 est l'année de commémoration des 45 ans du festival. Pour l'occasion, un festival est organisé le 23 août 2014 sur l'aérodrome d'Amougies.